# FSVオッガースハイム
FSVオッガースハイム（FSV Oggersheim）はドイツ・ラインラント＝プファルツ州のオッガースハイムに本拠地とするサッカークラブである。オッガースハイムはルートヴィヒスハーフェン・アム・ラインの一地区。

## 歴史
1913年に創設された。2005年に4部昇格を果たすと、そのシーズンを6位という好成績で終えた。翌2006-07年のシーズンは、ほぼ開幕より首位を独走し、そのまま優勝してレギオナルリーガ（旧3部）へ昇格した。しかし、翌シーズンを最下位で終え降格が決定、リーグの再編にともない新たに発足したレギオナルリーガ（新4部）に所属することになった。2009/10シーズンは6部リーグに降格とともに棄権したため11部リーグから出直すことになった。

## タイトル

### 国内タイトル
なし

### 国際タイトル
なし

## 歴代所属選手
- 高田寿典 2006-07